# SHISHAMO NO BUDOKAN!!!
『SHISHAMO NO BUDOKAN!!!』はSHISHAMO初のライブ映像作品。2016年4月6日にGOOD CREATORS RECORDS / FAITH MUSIC ENTERTAINMENT INC.から発売された。

## 概要
- 本作はSHISHAMO初のライブ映像作品。リリースに先駆けて3月10日にダイジェスト映像がSHISHAMOオフィシャルYouTubeチャンネルで公開された[2]。
- 2016年1月4日に開催されたバンド初の日本武道館公演『SHISHAMO NO BUDOKAN!!!』の模様を収録している。当日披露された全25曲のほか、オフィシャルYouTubeチャンネルで公開されていた上原実矩主演のCMや、当日リアルタイムで上映されたドラマ仕立ての映像がノーカットで収録された。さらに特典映像として、「about SHISHAMO」武道館ver.と、各メンバーのLIVE MCが収められている[3][4]。
- ジャケットイラストは宮崎の描き下ろしで、当日の１シーンを描いたデザイン[3]。
- 規格はBlu-ray DiscのみでDVDは発売されていない[3]。なお、以後のSHISHAMOのライブ映像作品はすべてBlu-ray Discのみの発売となっている。

## 収録内容
SHISHAMO NO BUDOKAN!!!
| #   | タイトル                 | 作詞 | 作曲・編曲 |
| --- | ------------------------ | ---- | ---------- |
| 1.  | 「僕に彼女ができたんだ」 |      |            |
| 2.  | 「僕、実は」             |      |            |
| 3.  | 「量産型彼氏」           |      |            |
| 4.  | 「デートプラン」         |      |            |
| 5.  | 「サブギターの歌」       |      |            |
| 6.  | 「花」                   |      |            |
| 7.  | 「こんな僕そんな君」     |      |            |
| 8.  | 「昼夜逆転」             |      |            |
| 9.  | 「旅がえり」             |      |            |
| 10. | 「お菓子作り」           |      |            |
| 11. | 「宿題が終わらない」     |      |            |
| 12. | 「夢のはなし」           |      |            |
| 13. | 「行きたくない」         |      |            |
| 14. | 「熱帯夜」               |      |            |
| 15. | 「女ごころ」             |      |            |
| 16. | 「生きるガール」         |      |            |
| 17. | 「バンドマン」           |      |            |
| 18. | 「タオル」               |      |            |
| 19. | 「君と夏フェス」         |      |            |
| 20. | 「君との事」             |      |            |
| 21. | 「さよならの季節」       |      |            |
| 22. | 「休日」                 |      |            |
| 23. | 「中庭の少女たち」       |      |            |
| 24. | 「君とゲレンデ」         |      |            |
| 25. | 「恋する」               |      |            |

【特典映像】何かと宣伝担当ドラム吉川の武道館イチ押しグッズ紹介 / about SHISHAMO「今日までのSHISHAMO」しゃしゃっと編 / 吉川美冴貴の本当にあった〇〇な話 / 松岡彩の熱帯夜MV未公開シーン解説 / 宮崎朝子の大事なお知らせ